# Fitawrari
Fitawrari (äthiop. ፊትአውራሪ) ist einer der ältesten, aus dem 14. Jahrhundert stammenden militärischen Titel am Hof der Kaiser von Äthiopien. Er bedeutet „der an der Spitze Angreifende“ und war entweder der Führer der Avantgardetruppen oder der Oberbefehlshaber der kaiserlichen Truppen. Fitawrari konnten aber auch der Befehlshaber der Truppen der verschiedenen Provinzherrscher sein. Kaiser Menelik II. verband um 1900 die Würde des Fitawrari mit dem Posten des Kriegsministers. Im Rang war diese Funktion in der kaiserlichen Regierung der eines Ras gleichgesetzt. Neben dem vom Kaiser ernannten Fitawrari hatten auch andere hohe äthiopische Würdenträger, wie zum Beispiel Ras, Dejazmach und Ligaba das Recht, Fitawrari zu ernennen, die im Rang allerdings unter dem vom Kaiser ernannten Fitawrari standen. Diese nachrangigen Fitawrari erhielten vom Kaiser die niedrigere Würde eines Balambaras, wenn sie in seine Dienste traten.